# Maliq Bushati
Maliq Bushati właśc. Maliq bej Bushati (ur. 8 lutego 1890 w Szkodrze, zm. 20 lutego 1946) – albański polityk i dziennikarz, premier rządu albańskiego w 1943.

## Życiorys
Był synem Hysena Bushatiego, oficera policji Imperium Osmańskiego. W latach 1909–1910 kształcił się w Robert College w Stambule, wtedy też zaczął działać w albańskim ruchu narodowym. W 1912 powrócił do kraju. Wspólnie z Hilem Mosi i Rizą Danim w 1914 zakładał organizację Lidhja Kombëtare (Liga Narodowa). W czasie I wojny światowej zasiadał we władzach Szkodry.
W latach 1919–1920 współpracował z Salim Nivicą, wydając pismo Populli (pol. Lud). W latach 1921–1923 i 1932–1936 zasiadał w parlamencie albańskim jako deputowany z okręgu Szkodry.
W 1939 po agresji włoskiej na Albanię objął stanowisko ministra spraw wewnętrznych w rządzie kierowanym przez Shefqeta Verlaciego, a następnie ministra sprawiedliwości. Z ramienia rządu tworzył albańskie jednostki policji i żandarmerii, działające pod komendą włoską. W październiku 1940 opublikował artykuł w czasopiśmie Tomorri, związanym z Albańską Partią Faszystowską, w którym przekonywał, że tylko faszyzm może doprowadzić do rozwoju cywilizacyjnego Albanii i jej modernizacji.
W lutym 1943 po obaleniu Eqrema Libohovy stanął na czele rządu, ale wskutek konfliktu z włoskimi władzami okupacyjnymi rząd nie przetrwał długo. Pod koniec kwietnia 1943 Bushati podał się do dymisji.
Po zakończeniu wojny ukrywał się w rodzinnej Szkodrze. Schwytany przez komunistów 3 grudnia 1945, 4 stycznia 1946 stanął przed sądem pod zarzutem kolaboracji. Skazany na śmierć przez sąd wojskowy, został rozstrzelany we wsi Kodra e Priftit i pochowany w nieznanym miejscu.